# نور سلمان
نور سلمان (1937-) هي كاتبة وأديبة وأستاذة جامعية لبنانية، ولدت في بيروت، حصلت على شهادة البكالوريوس في الأدب العربي، وماجستير في الأدب المقارن من الجامعة الأمريكية في بيروت، ودرجة الدكتوراه في الأدب العربي من جامعة سانت جوزيف، وهي أستاذة الأدب العربي في الجامعة اللبنانية، وعضوة في مجلس المحافظين الوطني،  ورئيسة الهيئة الوطنية للطفل اللبناني.

## مسيرتها
تعلمت نور في مدارس الشويفات الابتدائية والثانوية ثم التحقت بالجامعة الأمريكية في بيروت وتخرجت فيها في الأدب العربي والتاريخ العربي عام 1957، وحصلت على نفس الشهادة من الجامعة نفسها في العلوم الاجتماعية عام 1958، واستمرت في دراستها وحصلت على الماجستير في عام 1959 وكان موضوعها  «الحركة الرمزية في أوروبا، والتعبير في الشعر الصوفي».
أكملت تحصيلها العلمي في جامعة القديس يوسف في بيروت في موضوع الأدب العربي المقارن ونالت شهادة الدكتوراه بامتياز في عام 1978، وحصلت على دبلوم في تصميم الأزياء والحلي عام 1969، وعلى دبلوم في الصحافة والترجمة عام 1975، وعلى دبلوم في الإعلام التلفزيوني عام 1976.

## مؤلفات

### أدبية
صدرت لها عدة أعمال أدبية منها:
- «فضحكت» دار النشر للجامعيين، 1961 .[4]
- «يبقى البحر والسماء: قصص قصيرة»، بيروت المكتبة العصرية، 1980.[5]
- «إلى رجل لم يأت»، الشركة العالمية للكتاب، 1986، عدد الصفحات:224.[6]
- «العين الحمراء»، قصص، رياض الريس للكتب والنشر، 1991، عدد الصفحات:126.[7]
- «لفجر يشق الحجر (من الأدب الوجداني)»، مؤسسة النحال للطباعة والإعلان، بيروت، 1994.[8]
- «فجر للغضب (من الأدب الوجداني)»، قصص قصيرة ومقطوعات وجدانية.
- «انثر أنشودتي فوق الخيبة»، دار صادر للطباعة والنشر، 2004.[9]
- «رغم كل هذا..»، قصائد نثر، دار نلسن، 2007، عدد الصفحات:126.[10]
- «الهجرة إلى الورق»، دار نلسن، 2009، عدد الصفحات:144.[11]
- «ولكن»، دار نلسن، 2016، عدد الصفحات:175.[12]

### دراسات
لها دراسات وأبحاث ومؤلفات في المجال الأكاديمي منها:
- «جبران الاديب المعلم في كتاب النبي»، دار المطبوعات الشرقية، 1983.[13]
- «الموشحات: نشأتها، أغراضها، منزلتها الشعرية، وصلتها بالغناء»، المعهد الوطني العالي للموسيقى، 1995.[14]
- «الأدب الجزائري في رحاب الرفض والتحرير»، دار العلم للملايين، 1993، عدد الصفحات:466.[15]

- «الإنماء التربوي في محافظة جبل لبنان»، ضمن كتاب جماعي أصدرته ندوة الدراسات الإنمائية عام 1970.
- «التعبير في الشعر الصوفي بين المعنى الظاهر والمعنى الباطن»، بيروت، لبنان، 1981
- «مدخل إلى دراسة الشعر الرمزي في الأدب الحديث»، بيروت، لبنان، 1981
- «اللغات السامية واللغة العربية»، بيروت، لبنان، 1982
- «أضواء على التصوّف الإسلامي»، بيروت 1986
- «الأدب الجزائري باللغة الفرنسية»، بيروت، 1992
- «دور الإعلام في مشاركة المرأة في الإنماء»، بيروت، لبنان، 1994
- «المرأة والإعلام»، بيروت، لبنان، 1981
- «الواقع والمرتجى في وضع المرأة الاجتماعي في لبنان (دراسة ضمن مؤلف جماعي)»، 1995
- «الموشحات الأندلسية» منشورات المعهد الوطني العالي للموسيقى، بيروت، لبنان، 1997
- «دليل الكاتبات اللبنانيات»، بتكليف من اللجنة الوطنية للاونيسكو، بالاشتراك مع الدكتورة فهيمة شرف الدين وفريق من الباحثين يضمّ (الرائدات، الباحثات، الأديبات، الإعلاميات من سنة 1950 حتى 1997).

### تقديم
- «جنون الصمت»، تأليف: هتاف السوقي، تقديم: نور سلمان، مؤسسة دار الكتاب الحديث، بيروت، 2002.[16]

## جوائز
كرمتها المكتبة الوطنية الجزائرية التابعة لوزارة الثقافة العربية في 2007 خلال ملتقى حول «الثورة الجزائرية من خلال الادب العربي» لتأليفها كتاب «أدب الثورة الجزائرية في رحاب الثورة والتحرير» باللغتين العربية والفرنسية.